# Nader Sufyan Abbas
Andrey Ivanov, também conhecido como Nader Sufyan Abbas (em búlgaro: Андрей Иванов, nascido em 12 de dezembro de 1975), é um halterofilista do Catar. Nos Jogos Olímpicos de Verão de 2004, competiu na classe de peso masculina de 77 kg e foi classificado para a nona posição. Representando o Catar, foi campeão mundial no Campeonato Mundial de Halterofilismo de 2001.
Classificado como um dos oito levantadores de peso búlgaros recrutados pelo Comitê Olímpico do Catar, Abbas tornou-se cidadão catariano para representar o país nos Jogos Olímpicos de 2000. Seu antigo nome, Andrei Ivanov, foi deixado para trás por decisão do atleta. No entanto, durante as competições dos Jogos Olímpicos de Verão de 2000, abandonou a competição por uma infecção viral.